# Джумонг (серіал)
Джумонг (ханг.: 삼한지-주몽 편, ханча: 三韓志-朱蒙篇주몽; літ. "Книга трьох царств: Розділ Джумонг") — південнокорейський історичний телесеріал, що транслювався корейською телерадіокомпанією Мунхва бродкастінг корпорейшн, Munhwa Broadcasting Corporation (MBC) з 2006 по 2007 роки та був присвячений 45-річчю компанії. Спочатку було заплановано 60 серій, але MBC збільшило їхню кількість до 81 через велику популярність серіалу.
Серіал розповідає про життя Джумонга, засновника королівства Когурьо. З історичних джерел про Джумонга відомо лише декілька фактів, все решта - творчий вимисел творців серіалу. Фантастичні події з класичної легенди про Джумонга (наприклад, його народження) були замінені на події, що базуються на реальності. Телесеріал Джумонг вважається частиною Корейської хвилі, так, у Ірані його перегляд сягнув 80%.

## Акторський склад

### Головні ролі
- Сон Іль Гук як Джумонг
- Хан Хє Джін як Со Со Но
- Кім Син Су як Тесо[en]
- Чон Кван Рьоль як Кимва[en]
- О Йон Су як Юхва[en]

### Другорядні ролі

#### Люди в тамульській армії
- Ан Чон Хун як Марі
- Ім Те Хо як Хьоппо[ko]
- Йо Хо Мін як Ої
- Лі Кє Ін як Мо Пхаль Мо
- Со Пом Сік як Муґьоль
- Кім Мін Чхан як Мукко
- Чха Кван Су як Чеса[ko]

#### Люди з палацу країни Пуйо
- Кьон Мі Рі як Вонху
- Чін Хі Кьон як Йо Мі Иль
- Лі Че Йон як Пу Тик Пуль
- Вон Кі Джун як Йонпху
- Пак Нам Хьон як Наро
- Пак Тхам Хі як Ян Соль Лан
- Ім Со Йон як Пуйон

#### Інші
- Хо Чун Хо як Хе Мо Су[en]
- Кім Пьон Ґі як Йон Тха Баль
- Кан Ин Тхак як Чхансу
- Чон Хо Бін як Утхе
- Пе Су Бін як Сайон
- Юн Тон Хван як Янджон
- Сон Чі Хьо як Є Со Я

## Оригінальні звукові доріжки
| Джумонг (Original Television Soundtrack) | Джумонг (Original Television Soundtrack) | Джумонг (Original Television Soundtrack) | Джумонг (Original Television Soundtrack) | Джумонг (Original Television Soundtrack) | Джумонг (Original Television Soundtrack) |
| #                                        | Назва                                    | Автор слів                               | Автор музики                             | Виконавець                               | Тривалість                               |
| ---------------------------------------- | ---------------------------------------- | ---------------------------------------- | ---------------------------------------- | ---------------------------------------- | ---------------------------------------- |
| 1.                                       | «주몽 Main Theme»                        |                                          | Ім Ха Йон                                | Ім Ха Йон                                | 0:58                                     |
| 2.                                       | «하늘이여... 제발»                       | Чо Хьон Джу                              | Ім Ха Йон                                | Ін Сун І                                 | 4:16                                     |
| 3.                                       | «천애(天愛)»                             | Чо Ха Ґьон                               | О Чін У                                  | Чі Ґьон                                  | 4:55                                     |
| 4.                                       | «약속»                                   | Чо Хьон Джу                              | О Пон Джун                               | Лі Сон Ук, Хан Чі Вон                    | 4:37                                     |
| 5.                                       | «처음 그 때처럼»                         | Рю Чі Ин                                 | Сін Сан У                                | Ім Тхе Ґьон                              | 4:31                                     |
| 6.                                       | «운명의 칼»                              |                                          | Ім Ха Йон                                | Ім Ха Йон                                | 1:50                                     |
| 7.                                       | «사모»                                   |                                          | Ю Тхе Хван                               | Ю Тхе Хван                               | 2:28                                     |
| 8.                                       | «피의 전장»                              |                                          | Ім Ха Йон                                | Ім Ха Йон                                | 2:19                                     |
| 9.                                       | «해모수 Main Theme»                      |                                          | Ю Тхе Хван                               | Ю Тхе Хван                               | 1:54                                     |
| 10.                                      | «추적»                                   |                                          | Ім Ха Йон, Ю Тхе Хван                    | Ім Ха Йон, Ю Тхе Хван                    | 4:29                                     |
| 11.                                      | «백일몽 (白日夢)»                        |                                          | Ю Тхе Хван                               | Ю Тхе Хван                               | 1:36                                     |
| 12.                                      | «철기군의 습격»                          |                                          | Ім Ха Йон                                | Ім Ха Йон                                | 2:39                                     |
| 13.                                      | «어둠의 늪»                              |                                          | Ю Тхе Хван                               | Ю Тхе Хван                               | 2:36                                     |
| 14.                                      | «결투»                                   |                                          | Ім Ха Йон                                | Ім Ха Йон                                | 2:46                                     |
| 15.                                      | «왕자의 여정»                            |                                          | Ю Тхе Хван                               | Ю Тхе Хван                               | 1:53                                     |
| 16.                                      | «슬픈 운명»                              |                                          | Ім Ха Йон                                | Ім Ха Йон                                | 1:51                                     |
| 17.                                      | «난생신화»                               |                                          | Ю Тхе Хван                               | Ю Тхе Хван                               | 2:11                                     |
| 18.                                      | «개벽»                                   |                                          | Ю Тхе Хван                               | Ю Тхе Хван                               | 1:37                                     |
| 19.                                      | «Heaven»                                 |                                          | Ю Тхе Хван                               | Ю Тхе Хван                               | 2:08                                     |
| 20.                                      | «주몽 Ending Theme»                      |                                          | Ю Тхе Хван                               | Ю Тхе Хван                               | 2:10                                     |
| 21.                                      | «천애 (天愛)»                            | Чо Ха Ґьон                               | О Чін У                                  | Пе Та Хе                                 | 4:51                                     |

| Джумонг (Original Television Soundtrack) — Memory of Love, Диск 1 | Джумонг (Original Television Soundtrack) — Memory of Love, Диск 1 | Джумонг (Original Television Soundtrack) — Memory of Love, Диск 1 | Джумонг (Original Television Soundtrack) — Memory of Love, Диск 1 | Джумонг (Original Television Soundtrack) — Memory of Love, Диск 1 | Джумонг (Original Television Soundtrack) — Memory of Love, Диск 1 |
| #                                                                 | Назва                                                             | Автор слів                                                        | Автор музики                                                      | Виконавець                                                        | Тривалість                                                        |
| ----------------------------------------------------------------- | ----------------------------------------------------------------- | ----------------------------------------------------------------- | ----------------------------------------------------------------- | ----------------------------------------------------------------- | ----------------------------------------------------------------- |
| 1.                                                                | «주몽 Main Theme»                                                 |                                                                   | Ім Ха Йон                                                         | Різні виконавці                                                   | 0:58                                                              |
| 2.                                                                | «하늘이여… 제발»                                                  | Чо Хьон Джу                                                       | Ім Ха Йон                                                         | Ін Сун І                                                          | 4:16                                                              |
| 3.                                                                | «해모수 Theme (대사)»                                             |                                                                   | Ю Тхе Хван                                                        | Різні виконавці                                                   | 2:29                                                              |
| 4.                                                                | «처음그때 처럼»                                                   | Рю Чі Ин                                                          | Сін Сан У                                                         | Ім Тхе Ґьон                                                       | 4:30                                                              |
| 5.                                                                | «철기군의 습격»                                                   |                                                                   | Ім Ха Йон                                                         | Різні виконавці                                                   | 2:39                                                              |
| 6.                                                                | «어둠의 늪»                                                       |                                                                   | Ю Тхе Хван                                                        | Різні виконавці                                                   | 2:37                                                              |
| 7.                                                                | «약속»                                                            | Чо Хьон Джу                                                       | О Пон Джун                                                        | Різні виконавці                                                   | 4:37                                                              |
| 8.                                                                | «피의 전장 (대사)»                                                |                                                                   | Ім Ха Йон                                                         | Різні виконавці                                                   | 2:41                                                              |
| 9.                                                                | «결투»                                                            |                                                                   | Ім Ха Йон                                                         | Різні виконавці                                                   | 2:46                                                              |
| 10.                                                               | «왕자의 여정»                                                     |                                                                   | Ю Тхе Хван                                                        | Різні виконавці                                                   | 1:53                                                              |
| 11.                                                               | «슬픈운명»                                                        |                                                                   | Ім Ха Йон                                                         | Різні виконавці                                                   | 1:51                                                              |
| 12.                                                               | «천애 (天愛)»                                                     | Чо Ха Ґьон                                                        | О Чін У                                                           | Чі Ґьон                                                           | 4:55                                                              |
| 13.                                                               | «운명의 칼 (대사)»                                                |                                                                   | Ім Ха Йон                                                         | Різні виконавці                                                   | 1:57                                                              |
| 14.                                                               | «사모»                                                            |                                                                   | Ю Тхе Хван                                                        | Різні виконавці                                                   | 2:29                                                              |
| 15.                                                               | «개벽»                                                            |                                                                   | Ю Тхе Хван                                                        | Різні виконавці                                                   | 1:37                                                              |
| 16.                                                               | «추적»                                                            |                                                                   | Ім Ха Йон, Ю Тхе Хван                                             | Різні виконавці                                                   | 4:29                                                              |
| 17.                                                               | «白日夢 (백일몽)»                                                 |                                                                   | Ю Тхе Хван                                                        | Різні виконавці                                                   | 1:36                                                              |
| 18.                                                               | «Heaven (대사)»                                                   |                                                                   | Ю Тхе Хван                                                        | Різні виконавці                                                   | 2:50                                                              |
| 19.                                                               | «난생신화»                                                        |                                                                   | Ю Тхе Хван                                                        | Різні виконавці                                                   | 2:12                                                              |
| 20.                                                               | «천애 (天愛) 2»                                                   | Чо Ха Ґьон                                                        | О Чін У                                                           | Пе Та Хе                                                          | 4:51                                                              |

| Джумонг (Original Television Soundtrack) — Memory of Love, Диск 2 | Джумонг (Original Television Soundtrack) — Memory of Love, Диск 2 | Джумонг (Original Television Soundtrack) — Memory of Love, Диск 2 | Джумонг (Original Television Soundtrack) — Memory of Love, Диск 2 | Джумонг (Original Television Soundtrack) — Memory of Love, Диск 2 | Джумонг (Original Television Soundtrack) — Memory of Love, Диск 2 |
| #                                                                 | Назва                                                             | Автор слів                                                        | Автор музики                                                      | Виконавець                                                        | Тривалість                                                        |
| ----------------------------------------------------------------- | ----------------------------------------------------------------- | ----------------------------------------------------------------- | ----------------------------------------------------------------- | ----------------------------------------------------------------- | ----------------------------------------------------------------- |
| 1.                                                                | «사랑의 기억 (Piano 유키 구라모토)»                               | Со Хі Джон                                                        | Yuhki Kuramoto                                                    | Чо Су Мі                                                          | 5:19                                                              |
| 2.                                                                | «영원한 빛 (대사)»                                                |                                                                   | О Чін У                                                           | Різні виконавці                                                   | 3:02                                                              |
| 3.                                                                | «세상이 나를 오라하네»                                            | Рю Чі Ин                                                          | Чо Хьон Джу                                                       | Ін Сун І                                                          | 3:44                                                              |
| 4.                                                                | «악몽»                                                            |                                                                   | Ім Ха Йон                                                         | Різні виконавці                                                   | 1:55                                                              |
| 5.                                                                | «영웅의 부활»                                                     |                                                                   | Ім Ха Йон                                                         | Різні виконавці                                                   | 1:19                                                              |
| 6.                                                                | «사랑의 기억 (Piano Ver.)»                                        | Со Хі Джон                                                        | Yuhki Kuramoto                                                    | Чо Су Мі                                                          | 5:29                                                              |
| 7.                                                                | «Hero (대사)»                                                     |                                                                   | Ім Ха Йон                                                         | Різні виконавці                                                   | 3:02                                                              |
| 8.                                                                | «미지의 땅»                                                       |                                                                   | Ім Ха Йон                                                         | Різні виконавці                                                   | 2:12                                                              |
| 9.                                                                | «풍운»                                                            |                                                                   | Ю Тхе Хван                                                        | Різні виконавці                                                   | 2:06                                                              |
| 10.                                                               | «암투»                                                            |                                                                   | Ю Тхе Хван                                                        | Різні виконавці                                                   | 1:45                                                              |
| 11.                                                               | «비밀 (대사)»                                                     |                                                                   | Ім Ха Йон                                                         | Різні виконавці                                                   | 2:30                                                              |
| 12.                                                               | «다물군의 후예»                                                   |                                                                   | Ю Тхе Хван                                                        | Різні виконавці                                                   | 2:08                                                              |
| 13.                                                               | «비련»                                                            |                                                                   | Ю Тхе Хван                                                        | Різні виконавці                                                   | 1:59                                                              |
| 14.                                                               | «파란의 세월»                                                     |                                                                   | Ю Тхе Хван                                                        | Різні виконавці                                                   | 1:53                                                              |
| 15.                                                               | «위대한 전설 (대사)»                                              |                                                                   | Ім Ха Йон                                                         | Різні виконавці                                                   | 3:09                                                              |
| 16.                                                               | «음모»                                                            |                                                                   | Ім Ха Йон                                                         | Різні виконавці                                                   | 1:46                                                              |
| 17.                                                               | «폭풍»                                                            |                                                                   | Ім Ха Йон                                                         | Різні виконавці                                                   | 1:55                                                              |
| 18.                                                               | «비망록»                                                          |                                                                   | Ю Тхе Хван                                                        | Різні виконавці                                                   | 1:42                                                              |
| 19.                                                               | «사랑의 기억»                                                     |                                                                   | Yuhki Kuramoto                                                    | Різні виконавці                                                   | 5:18                                                              |
| 20.                                                               | «주몽 Ending Title (대사)»                                        |                                                                   | Ім Ха Йон                                                         | Різні виконавці                                                   | 2:52                                                              |

## Рейтинги
Найнижчі рейтинги позначені синім кольором, а найвищі — червоним кольором.
| Дата показу       | Серія            | Середнє значення кількості переглядів | Середнє значення кількості переглядів |
| Дата показу       | Серія            | TNMS Ratings                          | TNMS Ratings                          |
| Дата показу       | Серія            | Загальнонаціональні                   | Сеул                                  |
| ----------------- | ---------------- | ------------------------------------- | ------------------------------------- |
| 15 травня 2006    | 1                | 16,3% (3-тє)                          | 17,5% (3-тє)                          |
| 16 травня 2006    | 2                | 18,4% (3-тє)                          | 19,2% (3-тє)                          |
| 22 травня 2006    | 3                | 21,8% (1-ше)                          | 23,6% (1-ше)                          |
| 23 травня 2006    | 4                | 25,3% (2-ге)                          | 26,6% (2-ге)                          |
| 29 травня 2006    | 5                | 28,0% (1-ше)                          | 29,9% (1-ше)                          |
| 30 травня 2006    | 6                | 28,7% (1-ше)                          | 29,6% (1-ше)                          |
| 5 червня 2006     | 7                | 27,9% (1-ше)                          | 29,2% (1-ше)                          |
| 6 червня 2006     | 8                | 32,3% (1-ше)                          | 33,7% (1-ше)                          |
| 20 червня 2006    | 9                | 29,4% (1-ше)                          | 30,7% (1-ше)                          |
| 26 червня 2006    | 10               | 33,2% (1-ше)                          | 35,3% (1-ше)                          |
| 27 червня 2006    | 11               | 32,9% (1-ше)                          | 34,8% (1-ше)                          |
| 3 липня 2006      | 12               | 36,4% (1-ше)                          | 38,1% (1-ше)                          |
| 4 липня 2006      | 13               | 37,6% (1-ше)                          | 38,8% (1-ше)                          |
| 10 липня 2006     | 14               | 35,8% (1-ше)                          | 37,5% (1-ше)                          |
| 11 липня 2006     | 15               | 37,2% (1-ше)                          | 38,8% (1-ше)                          |
| 17 липня 2006     | 16               | 40,1% (1-ше)                          | 42,8% (1-ше)                          |
| 18 липня 2006     | 17               | 38,7% (1-ше)                          | 39,9% (1-ше)                          |
| 24 липня 2006     | 18               | 39,6% (1-ше)                          | 41,1% (1-ше)                          |
| 25 липня 2006     | 19               | 39,9% (1-ше)                          | 40,5% (1-ше)                          |
| 31 липня 2006     | 20               | 35,1% (1-ше)                          | 36,1% (1-ше)                          |
| 1 серпня 2006     | 21               | 36,8% (1-ше)                          | 38,2% (1-ше)                          |
| 7 серпня 2006     | 22               | 37,3% (1-ше)                          | 37,9% (1-ше)                          |
| 8 серпня 2006     | 23               | 37,4% (1-ше)                          | 38,9% (1-ше)                          |
| 14 серпня 2006    | 24               | 35,5% (1-ше)                          | 35,8% (1-ше)                          |
| 15 серпня 2006    | 25               | 39,3% (1-ше)                          | 40,7% (1-ше)                          |
| 21 серпня 2006    | 26               | 38,1% (1-ше)                          | 39,6% (1-ше)                          |
| 22 серпня 2006    | 27               | 39,5% (1-ше)                          | 40,0% (1-ше)                          |
| 28 серпня 2006    | 28               | 40,3% (1-ше)                          | 41,7% (1-ше)                          |
| 29 серпня 2006    | 29               | 40,3% (1-ше)                          | 40,9% (1-ше)                          |
| 4 вересня 2006    | 30               | 39,7% (1-ше)                          | 40,6% (1-ше)                          |
| 5 вересня 2006    | 31               | 40,3% (1-ше)                          | 41,4% (1-ше)                          |
| 11 вересня 2006   | 32               | 39,3% (1-ше)                          | 40,6% (1-ше)                          |
| 12 вересня 2006   | 33               | 38,5% (1-ше)                          | 39,2% (1-ше)                          |
| 18 вересня 2006   | 34               | 39,5% (1-ше)                          | 40,3% (1-ше)                          |
| 19 вересня 2006   | 35               | 43,0% (1-ше)                          | 43,9% (1-ше)                          |
| 25 вересня 2006   | 36               | 42,8% (1-ше)                          | 43,9% (1-ше)                          |
| 26 вересня 2006   | 37               | 43,6% (1-ше)                          | 44,4% (1-ше)                          |
| 2 жовтня 2006     | 38               | 42,6% (1-ше)                          | 43,2% (1-ше)                          |
| 3 жовтня 2006     | 39               | 44,9% (1-ше)                          | 44,8% (1-ше)                          |
| 9 жовтня 2006     | 40               | 44,2% (1-ше)                          | 45,0% (1-ше)                          |
| 10 жовтня 2006    | 41               | 43,6% (1-ше)                          | 43,8% (1-ше)                          |
| 16 жовтня 2006    | 42               | 43,1% (1-ше)                          | 43,6% (1-ше)                          |
| 17 жовтня 2006    | 43               | 42,4% (1-ше)                          | 42,2% (1-ше)                          |
| 23 жовтня 2006    | 44               | 44,5% (1-ше)                          | 45,4% (1-ше)                          |
| 24 жовтня 2006    | 45               | 45,0% (1-ше)                          | 45,2% (1-ше)                          |
| 30 жовтня 2006    | 46               | 44,6% (1-ше)                          | 45,1% (1-ше)                          |
| 31 жовтня 2006    | 47               | 43,8% (1-ше)                          | 43,7% (1-ше)                          |
| 6 листопада 2006  | 48               | 46,6% (1-ше)                          | 47,9% (1-ше)                          |
| 7 листопада 2006  | 49               | 47,2% (1-ше)                          | 48,3% (1-ше)                          |
| 13 листопада 2006 | 50               | 43,6% (1-ше)                          | 43,5% (1-ше)                          |
| 14 листопада 2006 | 51               | 48,1% (1-ше)                          | 49,2% (1-ше)                          |
| 20 листопада 2006 | 52               | 44,8% (1-ше)                          | 45,4% (1-ше)                          |
| 21 листопада 2006 | 53               | 44,0% (1-ше)                          | 44,5% (1-ше)                          |
| 27 листопада 2006 | 54               | 45,1% (1-ше)                          | 45,2% (1-ше)                          |
| 28 листопада 2006 | 55               | 44,4% (1-ше)                          | 44,9% (1-ше)                          |
| 4 грудня 2006     | 56               | 44,0% (1-ше)                          | 44,4% (1-ше)                          |
| 5 грудня 2006     | 57               | 42,9% (1-ше)                          | 43,2% (1-ше)                          |
| 11 грудня 2006    | 58               | 46,4% (1-ше)                          | 46,1% (1-ше)                          |
| 12 грудня 2006    | 59               | 41,5% (1-ше)                          | 42,6% (1-ше)                          |
| 18 грудня 2006    | 60               | 44,4% (1-ше)                          | 45,3% (1-ше)                          |
| 19 грудня 2006    | 61               | 46,6% (1-ше)                          | 47,1% (1-ше)                          |
| 1 січня 2007      | 62               | 44,8% (1-ше)                          | 45,8% (1-ше)                          |
| 2 січня 2007      | 63               | 45,2% (1-ше)                          | 45,3% (1-ше)                          |
| 8 січня 2007      | 64               | 45,5% (1-ше)                          | 45,4% (1-ше)                          |
| 9 січня 2007      | 65               | 46,8% (1-ше)                          | 47,1% (1-ше)                          |
| 15 січня 2007     | 66               | 46,8% (1-ше)                          | 47,5% (1-ше)                          |
| 16 січня 2007     | 67               | 47,1% (1-ше)                          | 47,9% (1-ше)                          |
| 22 січня 2007     | 68               | 49,8% (1-ше)                          | 50,5% (1-ше)                          |
| 23 січня 2007     | 69               | 42,0% (1-ше)                          | 43,6% (1-ше)                          |
| 29 січня 2007     | 70               | 47,9% (1-ше)                          | 48,3% (1-ше)                          |
| 30 січня 2007     | 71               | 50,3% (1-ше)                          | 51,0% (1-ше)                          |
| 05 лютого 2007    | 72               | 47,1% (1-ше)                          | 48,5% (1-ше)                          |
| 06 лютого 2007    | 73               | 46,0% (1-ше)                          | 47,2% (1-ше)                          |
| 12 лютого 2007    | 74               | 47,6% (1-ше)                          | 48,1% (1-ше)                          |
| 13 лютого 2007    | 75               | 47,1% (1-ше)                          | 47,8% (1-ше)                          |
| 19 лютого 2007    | 76               | 41,9% (1-ше)                          | 42,1% (1-ше)                          |
| 20 лютого 2007    | 77               | 49,7% (1-ше)                          | 49,9% (1-ше)                          |
| 26 лютого 2007    | 78               | 47,2% (1-ше)                          | 47,1% (1-ше)                          |
| 27 лютого 2007    | 79               | 50,6% (1-ше)                          | 50,9% (1-ше)                          |
| 5 березня 2007    | 80               | 49,8% (1-ше)                          | 50,0% (1-ше)                          |
| 6 березня 2007    | 81               | 51,9% (1-ше)                          | 52,7% (1-ше)                          |
| Середнє значення  | Середнє значення | 40,98%                                | 41,83%                                |

## Нагороди та номінації
| Рік  | Нагорода                          | Категорія                                                          | Отримувач                                                       | Результат | Примітки |
| ---- | --------------------------------- | ------------------------------------------------------------------ | --------------------------------------------------------------- | --------- | -------- |
| 2006 | Премія MBC драма                  | Головний приз (Тесан)                                              | Сон Іль Гук                                                     | Перемога  | [ 6 ]    |
| 2006 | Премія MBC драма                  | Нагорода за високу майстерність (актор)                            | Сон Іль Гук                                                     | Перемога  | [ 6 ]    |
| 2006 | Премія MBC драма                  | Нагорода за високу майстерність (актор)                            | Чон Кван Рьоль                                                  | Перемога  | [ 6 ]    |
| 2006 | Премія MBC драма                  | Нагорода за високу майстерність (акторка)                          | Хан Хє Джін                                                     | Перемога  | [ 6 ]    |
| 2006 | Премія MBC драма                  | Нагорода за високу майстерність (акторка)                          | О Йон Су                                                        | Номінація | [ 6 ]    |
| 2006 | Премія MBC драма                  | Нагорода за майстерність (актор)                                   | Кім Син Су                                                      | Перемога  | [ 6 ]    |
| 2006 | Премія MBC драма                  | Нагорода за популярність (актор)                                   | Сон Іль Гук                                                     | Номінація | [ 6 ]    |
| 2006 | Премія MBC драма                  | Нагорода за популярність (актор)                                   | Лі Кє Ін                                                        | Номінація | [ 6 ]    |
| 2006 | Премія MBC драма                  | Нагорода за популярність (акторка)                                 | Хан Хє Джін                                                     | Номінація | [ 6 ]    |
| 2006 | Премія MBC драма                  | Кращий новий актор                                                 | Вон Кі Джун                                                     | Перемога  | [ 6 ]    |
| 2006 | Премія MBC драма                  | Краща пара                                                         | Сон Іль Гук та Хан Хє Джін                                      | Номінація | [ 6 ]    |
| 2006 | Премія MBC драма                  | Особлива нагорода за акторську гру (актор в історичному серіалі)   | Хо Джун Хо                                                      | Перемога  | [ 6 ]    |
| 2006 | Премія MBC драма                  | Особлива нагорода за акторську гру (акторка в історичному серіалі) | О Йон Су                                                        | Перемога  | [ 6 ]    |
| 2006 | Премія MBC драма                  | Особлива нагорода за акторську гру (актор-ветеран)                 | Лі Кє Ін                                                        | Перемога  | [ 6 ]    |
| 2006 | Премія MBC драма                  | Нагорода за досягнення в ТБ (сценарист)                            | Чхве Ван Ґю та Чон Хьон Су                                      | Перемога  | [ 6 ]    |
| 2006 | 19-та Премія Ґріме                | Головний приз (Тесан)                                              | Но Хьон Сік і Хон Сон Ґук за їхню операторську роботу «Джумонг» | Перемога  | [ 7 ]    |
| 2006 | 19-та Премія Ґріме                | Кращий актор                                                       | Сон Іль Гук                                                     | Перемога  | [ 7 ]    |
| 2007 | 43-тя Премія мистецтв Пексан      | Головний приз (Тесан)                                              | Джумонг                                                         | Перемога  | [ 8 ]    |
| 2007 | 43-тя Премія мистецтв Пексан      | Кращий сценарій                                                    | Чхве Ван Ґю та Чон Хьон Су                                      | Перемога  | [ 8 ]    |
| 2007 | 1-ша Премія корейської драми      | Кращий серіал                                                      | Джумонг                                                         | Перемога  | [ 9 ]    |
| 2007 | Сеульська міжнародна премія драми | Кращий серіал                                                      | Джумонг                                                         | Номінація | [ 10 ]   |
| 2007 | Сеульська міжнародна премія драми | Кращий актор                                                       | Сон Іль Гук                                                     | Номінація | [ 10 ]   |
| 2007 | Сеульська міжнародна премія драми | Кращий музичний режисер                                            | Н/Д                                                             | Номінація | [ 10 ]   |